# Xã Farmington, Quận Tioga, Pennsylvania
Xã Farmington (tiếng Anh: Farmington Township) là một xã thuộc quận Tioga, tiểu bang Pennsylvania, Hoa Kỳ. Năm 2010, dân số của xã này là 637 người.